# Estado de Nasawara
El estado de Nasawara es uno de los treinta y seis estados pertenecientes a la República Federal de Nigeria. Fue creado en 1996, durante la dictadura militar de Sani Abacha, como escisión del estado de Plateau.

## Localidades con población en marzo de 2016
- Akwanga 151,100
- Awe 152,600
- Doma 187,600
- Karu 291,900
- Keana 110,400
- Keffi 124,900
- Kokona 146,500
- Lafia 445,300
- Nasarawa 252,700
- Nasarawa-Eggon 200,300
- Obi 201,100
- Toto 160,700
- Wamba 98,100

## Superficie y límites
El estado posee una extensión de 27 717 kilómetros cuadrados y limita al norte con los estados de Plateau y Kaduna, al este con el estado de Taraba, al sur con los estados de Benue y Kogi y al oeste con el distrito federal de Abuya.

## Localidades
Este estado se subdivide internamente en un total de trece localidades a saber:
| - Akwanga - Awe - Doma - Karu - Keana - Keffi - Kokona |  | - Lafia - Nasarawa - Nasarawa-Egon - Obi - Toto - Wamba |

## Población
La población se eleva a la cifra de 2 112 168 personas (datos del censo del año 2007). La densidad poblacional es de 77,9 habitantes por cada kilómetro cuadrado de esta división administrativa.